# Дрегенешть (Галац)
Дрегенешть, Дрегенешті (рум. Drăgănești) — село у повіті Галац в Румунії. Входить до складу комуни Дрегенешть.
Село розташоване на відстані 184 км на північний схід від Бухареста, 59 км на північний захід від Галаца, 144 км на схід від Брашова.

## Населення
За даними перепису населення 2002 року у селі проживали 2964 особи. Усі жителі села рідною мовою назвали румунську.
Національний склад населення села:
| Національність | Кількість осіб | Відсоток |
| -------------- | -------------- | -------- |
| румуни         | 2737           | 92,3%    |
| цигани         | 225            | 7,6%     |